# 竹口義之
竹口 義之（たけぐち よしゆき）は、日本の映像作家、アニメーター。
主に、NHKの音楽番組「みんなのうた」などのアニメーションを制作している。

## 作成作品一覧

### みんなのうた
- ◆は5分間1曲枠の楽曲。
- 1.今でも船長と呼ばれている船長の夜 / 菅原洋一（1971年12月・1972年1月放送）
- 2.大きな古時計 / 立川清登、長門美保歌劇団児童合唱部（1973年6月・7月放送）
- 3.想い出のグリーングラス（英語版） / 上條恒彦、東京放送児童合唱団（1974年8月・9月放送）
- 4.旋律 / 小坂恭子（1979年6月・7月放送）
- 5.モンキーパズル / 堀江美都子（1984年6月・7月放送）